# 1998 na arte

## Eventos
- 4 de Abril - Inaugurada a Ponte Vasco da Gama, em Lisboa, a maior ponte da Europa.

## Nascimentos
| Data | Nome | Profissão | Nacionalidade | Observações | Ref |
| ---- | ---- | --------- | ------------- | ----------- | --- |

## Mortes
| Data           | Nome              | Profissão                                        | Nacionalidade       | Observações | Ref |
| -------------- | ----------------- | ------------------------------------------------ | ------------------- | ----------- | --- |
| 24 de abril    | António Pimentel  | pintor e ilustrador                              | Portugal            | n. 1935     |     |
| 24 de maio     | Lucio Muñoz       | pintor                                           | Espanha             | n. 1929     |     |
| 13 de junho    | Lúcio Costa       | arquiteto                                        | Brasil              | n. 1902     |     |
| 30 de dezembro | Joan Brossa       | poeta, dramaturgo, desenhador e artista plástico | Espanha (Catalunha) | n. 1919     |     |
| 17 de abril    | Linda McCartney   | fotógrafa                                        | Estados Unidos      | n. 1941     |     |
| ??             | Lima de Freitas   | pintor, desenhador e escritor                    | Portugal            | n. 1927     |     |
| ??             | Geraldo de Barros | pintor e fotógrafo                               | Brasil              | n. 1923     |     |
| ??             | Ilda Reis         | artista plástica                                 | Portugal            | n. 1923     |     |

## Prémios
- Prémio Príncipe das Astúrias das Artes - Sebastião Salgado[1]
- Arquitetura
  - Prémio João de Almada - João Carreira[2] ** Prémio Pritzker - Renzo Piano[3]
  - Prémio Valmor e Municipal de Arquitectura 1998 - Álvaro Siza Vieira[4]
  - Prémio de Arquitetura Contemporânea Mies van der Rohe- Peter Zumthor[5]